# 播磨高原広域事務組合立播磨高原東小学校
播磨高原広域事務組合立播磨高原東小学校（はりまこうげんこういきじむくみあいりつ はりまこうげんひがししょうがっこう）は、兵庫県たつの市新宮町光都二丁目にある組合立小学校。
播磨科学公園都市内に位置し、東側には同組合立播磨高原東中学校がある。安藤忠雄が校舎を設計した。

## 沿革
- 1995年（平成7年）
  - 3月25日 - 揖保郡新宮町上莇原1291-55の地に校舎竣工[1][2]
  - 4月 - 開校。
- 1997年（平成9年）5月14日 - 校訓「輝」制定[3]。

## 通学区域
通学区域はいずれも播磨科学公園都市内に所在。
たつの市
- 新宮町光都、新宮町二柏野、新宮町角亀、新宮町上莇原

上郡町
- 光都

佐用町
- 光都

## 交通アクセス
- 神姫バス（ウエスト神姫#相生地区）
  - 50・16/16系統及び50・15・10/15・10系統「西播磨総合庁舎東」下車。

## 通学区域が隣接している学校
- たつの市立東栗栖小学校
- たつの市立西栗栖小学校
- 佐用町立三日月小学校
- 上郡町立上郡小学校
- 相生市立矢野小学校